# Daniel Monllor
Arturo Daniel Monllor (Posadas, 20 de julio de 1984) es un futbolista argentino juega como arquero,había anunciado su retiro tras su paso por Nueva Chicago, sin embargo, el 15 de julio de 2025 fue contratado por Tristán Suárez de la segunda división del fútbol argentino. 
Su hermano Mariano también es futbolista y arquero, ataja en Los andes

## Trayectoria

### Nueva Chicago
En sus inicios en las inferiores, Monllor jugaba de centrodelantero. Paulatinamente se fue convirtiendo en arquero. Tenía grandes cualidades en el arco por lo que no dudó en cambiar de puesto. Debutó en el Club Atlético Nueva Chicago en 2007 ante Atlético de Rafaela en cancha de Huracán, anteriormente había sido suplente de arqueros como Mario Daniel Vega, Jorge De Olivera y luego de Agustín Gómez. Hasta que Chicago descendió a la B Metropolitana, Monllor había disputado 10 partidos en su carrera. Luego del descenso de su club, él permaneció varias temporadas más.
En el año 2011, decide abandonar la institución verdinegra debido a que le habían llegado ofertas luego de haber disputado 15 partidos en esos seis meses. Sin embargo nada de eso pasó a mayores y lamentablemente, estuvo en condición de jugador "libre" por un semestre luego de que Almirante Brown no fiche al arquero.
El club que tanto quiso, le volvió a dar una chance y fichó nuevamente para el club a comienzos de 2012. Monllor ganó rápidamente el puesto debido a la ida de Agustín Gómez y a los buenos rendimientos que desplazaron a Rodrigo Drago a la suplencia. Tuvo la suerte de ascender por medio de una mítica promoción frente a Chacarita Juniors, atajando un penal en la última jugada de la serie.
Para la temporada 2012/13, Monllor fue  titular indiscutido en las primeras fechas con la dirección técnica de Mario Franceschini. Sin embargo, su rendimiento había bajado notablemente y tanto el público como el cuerpo técnico empezó a discutir sobre su lugar en el equipo. Estuvo dos partidos en el banco de suplentes y había ingresado en su lugar Jhonny da Silva. Debido a los malos rendimientos del arquero uruguayo, el técnico se vio obligado a volver a poner a Monllor. Al ingresar éste, mostró por qué se había destacado tanto la temporada anterior. Jugó un total de 31 partidos y permaneció en la institución a pesar de haber descendido a la tercera división nuevamente.
Para la temporada 2013/14, la dirigencia de Nueva Chicago decidió contratar al arquero Nicolás Tauber para que sea titular. Monllor no disputó ningún partido durante el primer semestre. En la segunda rueda disputó 6 partidos debido a que el arquero titular sufrió una fuerte conjuntivitis. Finalmente su equipo lograría el ascenso a la Primera B Nacional.

#### Ascenso al Nacional
En el último partido de la temporada, en la vuelta de la promoción contra Chacarita Juniors, Chicago se jugaba la vuelta a la Primera B Nacional luego de 4 años y Monllor sería el protagonista de aquel mediodía junto a Damián Toledo, y algunos "actores secundarios" como Leandro Testa y Leonardo Carboni. Chicago había ganado en la ida que se jugó en Mataderos por 1 a 0 con gol del ya nombrado Carboni.
La vuelta se jugaba en San Martín después de muchas dudas debido a que el local venía de ser sancionado por incidentes en su estadio. Con una victoria por un gol, Chacarita permanecía en la segunda categoría del fútbol argentino debido a que poseía de la ventaja deportiva (en caso de empate en el resultado global, el equipo de la categoría superior logra mantener la categoría). Por ello, la serie estaba más que abierta. El partido fue emotivo de principio a fin. "El Torito" dispuso de chances claras al igual que "Chaca" que nunca se dio por vencido. En el segundo tiempo, nuevamente el goleador Leonardo Carboni se hacía presente en las redes marcando el gol que parecía el ascenso definitivo luego de un rechazo de Ariel Coronel y la asistencia de Adrián Scifo. Con dos goles de distancia, el partido se hizo más friccionado debido a que Chicago quiso cerrar la defensa y los ataques del "Funebrero" chocaban frente a los defensores verdinegros. Ya en el final del partido, Chicago dispuso de una chance inmejorable donde Christian Gómez, el ídolo de Chicago asistió a Carboni nuevamente y esta vez, el artillero fallaba frente al arco. Igualmente el partido parecía terminado. Sin embargo, por medio de una pelota parada, Chacarita hizo lo que no pudo hacer en 180 minutos. Luego de un centro al área y un rebote, Gabriel Tellas marcaba el gol del 1-2 en el global. Ahora era otro partido, Chacarita tenía unos minutos para ir al ataque con todo. Otra vez, de la misma forma, por medio de un centro, la pelota quedaba en el área en los pies de un jugador de Chacarita; éste no dudó en patear y aparecieron las manos de Leandro Testa. El árbitro cobraba penal, cuando ya no había tiempo para más. Todos protestaban. "Se patea y termina" decían allí. Ahora los gritos y festejos eran todos de "Chaca". La gente sabía que era la chance para rehacerse de lo hecho en la temporada regular. El penal lo iba a patear el arquero Nicolás Tauber, pero al final se decidió el ya nombrado Damián Toledo, que venía de patear uno hace pocas semanas y había sido gol. Frente a frente Monllor y Toledo, Toledo y Monllor. Era la permanencia de categoría para cada uno, o el ascenso de Chicago y el descenso de Chacarita si erraba Toledo. Lo cierto es que Daniel Monllor atajó el penal en la última jugada dándole el ascenso a la Primera B Nacional. Por eso y mucho más, Monllor hoy sigue siendo un emblema en la historia de Nueva Chicago.
De hecho, luego de esto el reconocido conductor y productor argentino Marcelo Tinelli lo invitó a su programa de televisión. Hoy en día, Monllor es reconocido por lo que hizo y será siempre recordado como uno de los "Héroes del Ascenso 2012". Los hinchas verdinegros le reconocieron todo pintando un mural en plena calle de Mataderos, que recuerda ese gran momento.

### Boavista FC
Luego de su segundo ascenso con Nueva Chicago, su contrato con la institución caducaría. Es por eso que el Boavista Futebol Clube en la Primeira Liga de Portugal lo contrata por 3 años.
A mediados de 2015, al quedar en condición de jugador libre, pasa a entrenar para no perder ritmo físico ni futbolístico en EY Entrenamientos, ubicado en Parque Sarmiento.

### Deportivo Armenio
En enero de 2016 la dirigencia de la Sociedad Deportivo Quito de la Serie B de Ecuador confirmó oficialmente su incorporación a la institución. Sin embargo, por un "desacuerdo de último momento” se cayó su pase al club ecuatoriano.
A mediados de dicho mes, firma contrato con el Club Deportivo Armenio de la Primera B Metropolitana, tercera división del fútbol argentino.
Finalmente, su equipo descendió a la Primera C, y por eso, decidió emigrar de la institución.

### Talleres (RdE)
En agosto del mismo año se incorpora a Club Atlético Talleres de Remedios de Escalada de la Primera B Metropolitana, tercera división del fútbol argentino.
En noviembre, se confirma que sufre la rotura de ligamentos cruzados de la rodilla derecha, que lo mantuvo fuera de las canchas varios meses.

### Colegiales
Logra ser el arquero con más minutos manteniendo la valla invicta en la historia del club de Munro, y segundo en la historia del fútbol argentino (854 minutos).

## Clubes
| Club              | País      | Año         |
| ----------------- | --------- | ----------- |
| Nueva Chicago     | Argentina | 2007 - 2014 |
| Boavista FC       | Portugal  | 2014 - 2015 |
| Deportivo Armenio | Argentina | 2016        |
| Talleres (RdE)    | Argentina | 2016 - 2018 |
| Colegiales        | Argentina | 2018 - 2019 |
| Los Andes         | Argentina | 2019 - 2020 |
| Sacachispas       | Argentina | 2021        |
| Estudiantes (BA)  | Argentina | 2022 - 2023 |
| Nueva Chicago     | Argentina | 2023 - 2025 |
| 2025-act.         |           |             |

## Estadísticas
| Club                           | Partidos | Goles | Prom. · |
| ------------------------------ | -------- | ----- | ------- |
| Nueva Chicago                  | 87       | 0     | 0,00    |
| Boavista FC                    | 4        | 0     | 0,00    |
| Deportivo Armenio              | 20       | 0     | 0,00    |
| Total                          | 111      | 0     | 0,00    |
| Última actualización: 13.05.15 |          |       |         |

## Palmarés

### Torneos nacionales
| Campeonato      | Club          | País      | Año         |
| --------------- | ------------- | --------- | ----------- |
| B Metropolitana | Nueva Chicago | Argentina | 2013 - 2014 |

### Otros logros
| Logro                   | Club          | País      | Año         |
| ----------------------- | ------------- | --------- | ----------- |
| Ascenso a la B Nacional | Nueva Chicago | Argentina | 2011 - 2012 |